# Haplostoma gibberum
Haplostoma gibberum – gatunek widłonoga z rodziny Botryllophilidae. Nazwa naukowa tego gatunku skorupiaków została opublikowana w 1922 roku przez niemieckiego zoologa Adolfa Schellenberga.